# اوراتوریو

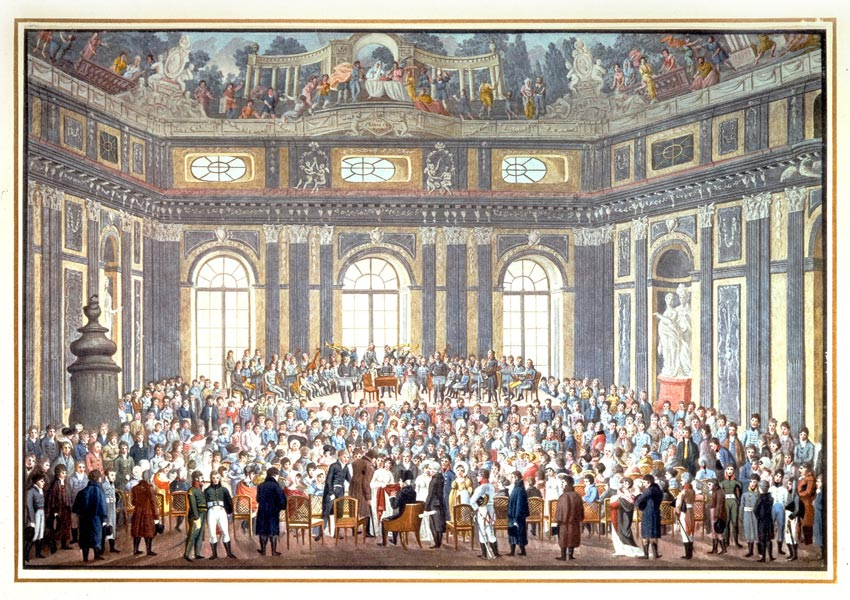
اوراتوریو

ارتوریو (به لاتین: Oratorio) یک ساخته موسیقایی بزرگ برای اجرا به وسیله ارکستر، گروه کر و تکنوازان است. متن ارتوریو غالباً بر مبنای متون کتاب مقدس است و روایت لازم برای حرکت از صحنه‌ای به صحنه دیگر، به وسیله
صداهای گوناگونی تأمین می‌شود، که زمینه را برای آریاها و گروه کر فراهم می‌کنند.
با توجه به درون مایه مذهبی آن، ارتوریو اما مختص به مراسم عبادی نیست و علاوه بر کلیسا در سالن‌های موسیقی نیز اجرا می‌شود.
در قیاس با اپرا که یک تئاتر موسیقایی‌ست، ارتوریو دقیقاً یک قطعه کنسرتو است. هر چند که گاه اوراتوریوها را همانند یک اپرا به صحنه می‌روند و اپراها به مثابه کنسرتو ارائه می‌گردند.

## ویژگی‌ها
اوراتوریو یکی از مهمترین فرم‌های آوازی دوره باروک است که شباهت زیادی با اپرا دارد. اوراتوریو با اینکه دربردارندهٔ بخشهای کُرال، آریاها، دوئت‌ها، رسیتاتیف‌ها و اینترلودهای ارکستری است ولی مانند اپرا ایفای نقش و صحنه پردازی ندارد.
اوراتوریو اغلب دارای سوژه‌های مذهبی بر اساس داستانهای انجیل است اما کمتر برای اجراء در آئین‌های مذهبی طرح و ساخته شده‌است.